# ショーン・パンチ
ショーン・パンチ（英：Sean Punch、1967年7月27日 - ）はカナダのライターでゲームデザイナー。テーブルトークRPGシステムである「GURPS」(ガープス) 第4版の著者。執筆に取り掛かる前は素粒子物理学を専攻する学生であった。 インターネット上では "Dr.Kromm" (ドクター・クロム)というニックネームを使い、「Sean "Dr. Kromm" Punch 」と名乗ることもある。

## GURPSに係わる経歴
「ガープス」に関する数々の書籍の執筆、編集、寄稿を経て、彼はガープス全体ルールシステムを設計し直すという責務を引き受けた。彼はもう一人のカナダ人のベテランのロールプレイングゲームデザイナー David L. Pulverから援助を受けた。「ガープス」のオリジナルの設計はスティーブ・ジャクソンによるものである。
ショーン・パンチは現在「ガープス」のラインエディター (LIne Editor) である。これはシリーズ書籍の編集長で新ルール拡張の主要な意思決定者に相当する。
彼はケベック州のモントリオールに住んでいる。
彼の仕事の質と量を認めようと、「ガープス」のプレイヤーには冗談で作ったオンラインのニックネーム ("Kromm") を使っている者もいる。 彼らは 「Krommを賞賛する」ふりをするために討論グループにメッセージを残している。

## 執筆歴

### ガープス第4版
- GURPS Dungeon Fantasy 6: 40 Artifacts (2009年)
- GURPS Gun Fu (2009年) Hans-Christian Vortisch, S.A. Fisher 共著
- GURPS Thaumatology: Magical Styles (2009年)
- GURPS Action 3: Furious Fists (2009年)
- GURPS Action 2: Exploits (2008年)
- GURPS Action 1: Heroes (2008年)
- GURPS Power-Ups 2: Perks (2008年)
- GURPS Power-Ups 1: Imbuments (2008年)
- GURPS Dungeon Fantasy 4: Sages (2008年)
- GURPS Dungeon Fantasy 3: The Next Level (2008年)
- GURPS Dungeon Fantasy 2: Dungeons (2008年)
- GURPS Dungeon Fantasy 1: Adventurers (2007年)
- GURPS Martial Arts [3] (2007年) Peter Dell'Orto 共著
- GURPS Powers [4] (2005年) Phil Masters 共著

### ガープス第3版

#### 1人で執筆したもの
- GURPS Horror GM's Screen (2002年)
- GURPS Y2K (1999年)
- GURPS Lite (1998年)
- GURPS Undead (1998年)
- GURPS Wizards (1998年)
- GURPS Fantasy Folk, 2nd Ed. (1995年)

#### 編集と寄稿したもの
- GURPS Horror, 3rd Ed. (2002年)
- GURPS Low Tech (2001年)
- GURPS Monsters (2001年)
- GURPS WWII (2001年)
- GURPS Steampunk (2000年)
- GURPS Bio-Tech (1998年)
- GURPS Traveller (1998年)
- GURPS Compendium I: Character Creation [5] (1996年)
- GURPS Compendium II [6] (1996年)
- GURPS Martial Arts, 2nd Ed. [7] (1996年)

## メディアでの言及
ショーン・パンチは下記の新聞、雑誌記事、ウェブサイト、ポッドキャストに現れている。

### ポッドキャスト
- RPG Countdown[8]: Sean appeared on these episodes: 18 December 2009[9] (GURPS Thaumatology: Urban Magics).

### 雑誌記事
- Pyramid（英語版） #28 の "The Bigger They Are, The Harder They Fall" (1997年11月・12月)